# Электриона
Электриона (др.-греч. Ἠλεκτρυώνη) — персонаж древнегреческой мифологии, дочь Гелиоса и Роды. Имела семь братьев-Гелиадов. Ушла из жизни девственницей и почиталась родосцами как героиня.
Электрионой называли также дочь Электриона, но в данном случае это патроним.
Электрионе, по-видимому, тождественна Алектрона — местное солярное родосское божество; мраморная табличка, найденная в городе Иалисе и датированная III в. до. н. э., содержит правила посещения святилища Алектроны. Её имя имеет тот же корень, что и др.-греч. ἠλέκτωρ, и, вероятно, произошло от др.-греч. ἀλεκτρυών «петух».